# Actinomycetes
Actinomycetes es una clase de bacterias, en la clase de las actinobacterias. Son muy diversos, se clasifican en una serie de subdivisiones y muchas muestras están todavía sin clasificar. Algunos géneros son muy difíciles de clasificar debido a que su fenotipo es muy dependiente del nicho ecológico que ocupan. Por ejemplo, Nocardia contiene varias especies que presentan grandes diferencias debidas solamente a las condiciones de crecimiento.
Los Actinomycetes son bacterias Gram-positivas. Sin embargo, varias especies tienen complejas paredes celulares que hacen la tinción de Gram inadecuada; por ejemplo, las Mycobacteriales. Varios Actinomycetes son patógenos para los seres humanos o los animales, plantas u otras células. El patógeno de los humanos más conocido es Mycobacterium tuberculosis.
Algunas especies se utilizan en la industria farmacéutica y en investigación debido a sus propiedades. Streptomycetales tiene una singular morfología y ciclo celular y produce una gran variedad de antibióticos. Corynebacteraceae, especialmente Corynebacterium glutamicum, se utiliza para producción en biotecnología.

## Órdenes
Incluye los siguientes órdenes:
- Acidothermales Sen et al. 2014
- Actinomycetales Buchanan 1917 (Approved Lists 1980)
- Bifidobacteriales Stackebrandt et al. 1997
- Catenulisporales Donadio et al. 2015
- Cryptosporangiales Nouioui et al. 2018
- Frankiales Sen et al. 2014
- Geodermatophilales Sen et al. 2014
- Glycomycetales Labeda 2015
- Jatrophihabitantales Salam et al. 2020
- Jiangellales Tang et al. 2015
- Kineosporiales Kämpfer 2015
- Micrococcales Prévot 1940 (Approved Lists 1980)
- Micromonosporales Genilloud 2015
- Motilibacterales Salam et al. 2020
- Mycobacteriales Janke 1924 (Approved Lists 1980)
- Nakamurellales Sen et al. 2014
- Propionibacteriales (Rainey et al. 1997) Patrick and McDowell 2015
- Pseudonocardiales Labeda and Goodfellow 2015
- Sporichthyales Nouioui et al. 2018
- Streptomycetales Cavalier-Smith 2002
- Streptosporangiales Goodfellow 2015

## Filogenia
Las relaciones filogenéticas serían las siguientes:

|  | Acidothermales |
|  |                |
|  | Sporichthyales |
|  |                |

|  | Catenulisporales |
|  |                  |
|  | Streptomycetales |
|  |                  |

|  | Acidothermales |
|  |                |
|  | Sporichthyales |
|  |                |

|  | Catenulisporales |
|  |                  |
|  | Streptomycetales |
|  |                  |

|  | Acidothermales |
|  |                |
|  | Sporichthyales |
|  |                |

|  | Catenulisporales |
|  |                  |
|  | Streptomycetales |
|  |                  |

|  | Acidothermales |
|  |                |
|  | Sporichthyales |
|  |                |

|  | Catenulisporales |
|  |                  |
|  | Streptomycetales |
|  |                  |

|  | Jiangellales        |
|  |                     |
|  | Propionibacteriales |
|  |                     |

|  | Acidothermales |
|  |                |
|  | Sporichthyales |
|  |                |

|  | Catenulisporales |
|  |                  |
|  | Streptomycetales |
|  |                  |

|  | Acidothermales |
|  |                |
|  | Sporichthyales |
|  |                |

|  | Catenulisporales |
|  |                  |
|  | Streptomycetales |
|  |                  |

|  | Acidothermales |
|  |                |
|  | Sporichthyales |
|  |                |

|  | Catenulisporales |
|  |                  |
|  | Streptomycetales |
|  |                  |

|  | Acidothermales |
|  |                |
|  | Sporichthyales |
|  |                |

|  | Catenulisporales |
|  |                  |
|  | Streptomycetales |
|  |                  |

|  | Jiangellales        |
|  |                     |
|  | Propionibacteriales |
|  |                     |

|  | Acidothermales |
|  |                |
|  | Sporichthyales |
|  |                |

|  | Catenulisporales |
|  |                  |
|  | Streptomycetales |
|  |                  |

|  | Acidothermales |
|  |                |
|  | Sporichthyales |
|  |                |

|  | Catenulisporales |
|  |                  |
|  | Streptomycetales |
|  |                  |

|  | Acidothermales |
|  |                |
|  | Sporichthyales |
|  |                |

|  | Catenulisporales |
|  |                  |
|  | Streptomycetales |
|  |                  |

|  | Acidothermales |
|  |                |
|  | Sporichthyales |
|  |                |

|  | Catenulisporales |
|  |                  |
|  | Streptomycetales |
|  |                  |

|  | Jiangellales        |
|  |                     |
|  | Propionibacteriales |
|  |                     |

|  | Acidothermales |
|  |                |
|  | Sporichthyales |
|  |                |

|  | Catenulisporales |
|  |                  |
|  | Streptomycetales |
|  |                  |

|  | Acidothermales |
|  |                |
|  | Sporichthyales |
|  |                |

|  | Catenulisporales |
|  |                  |
|  | Streptomycetales |
|  |                  |

|  | Acidothermales |
|  |                |
|  | Sporichthyales |
|  |                |

|  | Catenulisporales |
|  |                  |
|  | Streptomycetales |
|  |                  |

|  | Acidothermales |
|  |                |
|  | Sporichthyales |
|  |                |

|  | Catenulisporales |
|  |                  |
|  | Streptomycetales |
|  |                  |

|  | Jiangellales        |
|  |                     |
|  | Propionibacteriales |
|  |                     |

|  | Cryptosporangiales                                                   |
|  |                                                                      |
|  | \| \| Glycomycetales \| \| \| \| \| \| Micromonosporales \| \| \| \| |
|  |                                                                      |
|  | Glycomycetales                                                       |
|  |                                                                      |
|  | Micromonosporales                                                    |
|  |                                                                      |

|  | Glycomycetales    |
|  |                   |
|  | Micromonosporales |
|  |                   |

|  | Jatrophihabitantales |
|  |                      |
|  | Geodermatophilales   |
|  |                      |

|  | Mycobacteriales                                                          |
|  |                                                                          |
|  | \| \| Actinopolysporales \| \| \| \| \| \| Pseudonocardiales \| \| \| \| |
|  |                                                                          |
|  | Actinopolysporales                                                       |
|  |                                                                          |
|  | Pseudonocardiales                                                        |
|  |                                                                          |

|  | Actinopolysporales |
|  |                    |
|  | Pseudonocardiales  |
|  |                    |

|  | Mycobacteriales                                                          |
|  |                                                                          |
|  | \| \| Actinopolysporales \| \| \| \| \| \| Pseudonocardiales \| \| \| \| |
|  |                                                                          |
|  | Actinopolysporales                                                       |
|  |                                                                          |
|  | Pseudonocardiales                                                        |
|  |                                                                          |

|  | Actinopolysporales |
|  |                    |
|  | Pseudonocardiales  |
|  |                    |

|  | Jatrophihabitantales |
|  |                      |
|  | Geodermatophilales   |
|  |                      |

|  | Mycobacteriales                                                          |
|  |                                                                          |
|  | \| \| Actinopolysporales \| \| \| \| \| \| Pseudonocardiales \| \| \| \| |
|  |                                                                          |
|  | Actinopolysporales                                                       |
|  |                                                                          |
|  | Pseudonocardiales                                                        |
|  |                                                                          |

|  | Actinopolysporales |
|  |                    |
|  | Pseudonocardiales  |
|  |                    |

|  | Mycobacteriales                                                          |
|  |                                                                          |
|  | \| \| Actinopolysporales \| \| \| \| \| \| Pseudonocardiales \| \| \| \| |
|  |                                                                          |
|  | Actinopolysporales                                                       |
|  |                                                                          |
|  | Pseudonocardiales                                                        |
|  |                                                                          |

|  | Actinopolysporales |
|  |                    |
|  | Pseudonocardiales  |
|  |                    |

|  | Cryptosporangiales                                                   |
|  |                                                                      |
|  | \| \| Glycomycetales \| \| \| \| \| \| Micromonosporales \| \| \| \| |
|  |                                                                      |
|  | Glycomycetales                                                       |
|  |                                                                      |
|  | Micromonosporales                                                    |
|  |                                                                      |

|  | Glycomycetales    |
|  |                   |
|  | Micromonosporales |
|  |                   |

|  | Jatrophihabitantales |
|  |                      |
|  | Geodermatophilales   |
|  |                      |

|  | Mycobacteriales                                                          |
|  |                                                                          |
|  | \| \| Actinopolysporales \| \| \| \| \| \| Pseudonocardiales \| \| \| \| |
|  |                                                                          |
|  | Actinopolysporales                                                       |
|  |                                                                          |
|  | Pseudonocardiales                                                        |
|  |                                                                          |

|  | Actinopolysporales |
|  |                    |
|  | Pseudonocardiales  |
|  |                    |

|  | Mycobacteriales                                                          |
|  |                                                                          |
|  | \| \| Actinopolysporales \| \| \| \| \| \| Pseudonocardiales \| \| \| \| |
|  |                                                                          |
|  | Actinopolysporales                                                       |
|  |                                                                          |
|  | Pseudonocardiales                                                        |
|  |                                                                          |

|  | Actinopolysporales |
|  |                    |
|  | Pseudonocardiales  |
|  |                    |

|  | Jatrophihabitantales |
|  |                      |
|  | Geodermatophilales   |
|  |                      |

|  | Mycobacteriales                                                          |
|  |                                                                          |
|  | \| \| Actinopolysporales \| \| \| \| \| \| Pseudonocardiales \| \| \| \| |
|  |                                                                          |
|  | Actinopolysporales                                                       |
|  |                                                                          |
|  | Pseudonocardiales                                                        |
|  |                                                                          |

|  | Actinopolysporales |
|  |                    |
|  | Pseudonocardiales  |
|  |                    |

|  | Mycobacteriales                                                          |
|  |                                                                          |
|  | \| \| Actinopolysporales \| \| \| \| \| \| Pseudonocardiales \| \| \| \| |
|  |                                                                          |
|  | Actinopolysporales                                                       |
|  |                                                                          |
|  | Pseudonocardiales                                                        |
|  |                                                                          |

|  | Actinopolysporales |
|  |                    |
|  | Pseudonocardiales  |
|  |                    |

|  | Acidothermales |
|  |                |
|  | Sporichthyales |
|  |                |

|  | Catenulisporales |
|  |                  |
|  | Streptomycetales |
|  |                  |

|  | Acidothermales |
|  |                |
|  | Sporichthyales |
|  |                |

|  | Catenulisporales |
|  |                  |
|  | Streptomycetales |
|  |                  |

|  | Acidothermales |
|  |                |
|  | Sporichthyales |
|  |                |

|  | Catenulisporales |
|  |                  |
|  | Streptomycetales |
|  |                  |

|  | Acidothermales |
|  |                |
|  | Sporichthyales |
|  |                |

|  | Catenulisporales |
|  |                  |
|  | Streptomycetales |
|  |                  |

|  | Jiangellales        |
|  |                     |
|  | Propionibacteriales |
|  |                     |

|  | Acidothermales |
|  |                |
|  | Sporichthyales |
|  |                |

|  | Catenulisporales |
|  |                  |
|  | Streptomycetales |
|  |                  |

|  | Acidothermales |
|  |                |
|  | Sporichthyales |
|  |                |

|  | Catenulisporales |
|  |                  |
|  | Streptomycetales |
|  |                  |

|  | Acidothermales |
|  |                |
|  | Sporichthyales |
|  |                |

|  | Catenulisporales |
|  |                  |
|  | Streptomycetales |
|  |                  |

|  | Acidothermales |
|  |                |
|  | Sporichthyales |
|  |                |

|  | Catenulisporales |
|  |                  |
|  | Streptomycetales |
|  |                  |

|  | Jiangellales        |
|  |                     |
|  | Propionibacteriales |
|  |                     |

|  | Acidothermales |
|  |                |
|  | Sporichthyales |
|  |                |

|  | Catenulisporales |
|  |                  |
|  | Streptomycetales |
|  |                  |

|  | Acidothermales |
|  |                |
|  | Sporichthyales |
|  |                |

|  | Catenulisporales |
|  |                  |
|  | Streptomycetales |
|  |                  |

|  | Acidothermales |
|  |                |
|  | Sporichthyales |
|  |                |

|  | Catenulisporales |
|  |                  |
|  | Streptomycetales |
|  |                  |

|  | Acidothermales |
|  |                |
|  | Sporichthyales |
|  |                |

|  | Catenulisporales |
|  |                  |
|  | Streptomycetales |
|  |                  |

|  | Jiangellales        |
|  |                     |
|  | Propionibacteriales |
|  |                     |

|  | Acidothermales |
|  |                |
|  | Sporichthyales |
|  |                |

|  | Catenulisporales |
|  |                  |
|  | Streptomycetales |
|  |                  |

|  | Acidothermales |
|  |                |
|  | Sporichthyales |
|  |                |

|  | Catenulisporales |
|  |                  |
|  | Streptomycetales |
|  |                  |

|  | Acidothermales |
|  |                |
|  | Sporichthyales |
|  |                |

|  | Catenulisporales |
|  |                  |
|  | Streptomycetales |
|  |                  |

|  | Acidothermales |
|  |                |
|  | Sporichthyales |
|  |                |

|  | Catenulisporales |
|  |                  |
|  | Streptomycetales |
|  |                  |

|  | Jiangellales        |
|  |                     |
|  | Propionibacteriales |
|  |                     |

|  | Cryptosporangiales                                                   |
|  |                                                                      |
|  | \| \| Glycomycetales \| \| \| \| \| \| Micromonosporales \| \| \| \| |
|  |                                                                      |
|  | Glycomycetales                                                       |
|  |                                                                      |
|  | Micromonosporales                                                    |
|  |                                                                      |

|  | Glycomycetales    |
|  |                   |
|  | Micromonosporales |
|  |                   |

|  | Jatrophihabitantales |
|  |                      |
|  | Geodermatophilales   |
|  |                      |

|  | Mycobacteriales                                                          |
|  |                                                                          |
|  | \| \| Actinopolysporales \| \| \| \| \| \| Pseudonocardiales \| \| \| \| |
|  |                                                                          |
|  | Actinopolysporales                                                       |
|  |                                                                          |
|  | Pseudonocardiales                                                        |
|  |                                                                          |

|  | Actinopolysporales |
|  |                    |
|  | Pseudonocardiales  |
|  |                    |

|  | Mycobacteriales                                                          |
|  |                                                                          |
|  | \| \| Actinopolysporales \| \| \| \| \| \| Pseudonocardiales \| \| \| \| |
|  |                                                                          |
|  | Actinopolysporales                                                       |
|  |                                                                          |
|  | Pseudonocardiales                                                        |
|  |                                                                          |

|  | Actinopolysporales |
|  |                    |
|  | Pseudonocardiales  |
|  |                    |

|  | Jatrophihabitantales |
|  |                      |
|  | Geodermatophilales   |
|  |                      |

|  | Mycobacteriales                                                          |
|  |                                                                          |
|  | \| \| Actinopolysporales \| \| \| \| \| \| Pseudonocardiales \| \| \| \| |
|  |                                                                          |
|  | Actinopolysporales                                                       |
|  |                                                                          |
|  | Pseudonocardiales                                                        |
|  |                                                                          |

|  | Actinopolysporales |
|  |                    |
|  | Pseudonocardiales  |
|  |                    |

|  | Mycobacteriales                                                          |
|  |                                                                          |
|  | \| \| Actinopolysporales \| \| \| \| \| \| Pseudonocardiales \| \| \| \| |
|  |                                                                          |
|  | Actinopolysporales                                                       |
|  |                                                                          |
|  | Pseudonocardiales                                                        |
|  |                                                                          |

|  | Actinopolysporales |
|  |                    |
|  | Pseudonocardiales  |
|  |                    |

|  | Cryptosporangiales                                                   |
|  |                                                                      |
|  | \| \| Glycomycetales \| \| \| \| \| \| Micromonosporales \| \| \| \| |
|  |                                                                      |
|  | Glycomycetales                                                       |
|  |                                                                      |
|  | Micromonosporales                                                    |
|  |                                                                      |

|  | Glycomycetales    |
|  |                   |
|  | Micromonosporales |
|  |                   |

|  | Jatrophihabitantales |
|  |                      |
|  | Geodermatophilales   |
|  |                      |

|  | Mycobacteriales                                                          |
|  |                                                                          |
|  | \| \| Actinopolysporales \| \| \| \| \| \| Pseudonocardiales \| \| \| \| |
|  |                                                                          |
|  | Actinopolysporales                                                       |
|  |                                                                          |
|  | Pseudonocardiales                                                        |
|  |                                                                          |

|  | Actinopolysporales |
|  |                    |
|  | Pseudonocardiales  |
|  |                    |

|  | Mycobacteriales                                                          |
|  |                                                                          |
|  | \| \| Actinopolysporales \| \| \| \| \| \| Pseudonocardiales \| \| \| \| |
|  |                                                                          |
|  | Actinopolysporales                                                       |
|  |                                                                          |
|  | Pseudonocardiales                                                        |
|  |                                                                          |

|  | Actinopolysporales |
|  |                    |
|  | Pseudonocardiales  |
|  |                    |

|  | Jatrophihabitantales |
|  |                      |
|  | Geodermatophilales   |
|  |                      |

|  | Mycobacteriales                                                          |
|  |                                                                          |
|  | \| \| Actinopolysporales \| \| \| \| \| \| Pseudonocardiales \| \| \| \| |
|  |                                                                          |
|  | Actinopolysporales                                                       |
|  |                                                                          |
|  | Pseudonocardiales                                                        |
|  |                                                                          |

|  | Actinopolysporales |
|  |                    |
|  | Pseudonocardiales  |
|  |                    |

|  | Mycobacteriales                                                          |
|  |                                                                          |
|  | \| \| Actinopolysporales \| \| \| \| \| \| Pseudonocardiales \| \| \| \| |
|  |                                                                          |
|  | Actinopolysporales                                                       |
|  |                                                                          |
|  | Pseudonocardiales                                                        |
|  |                                                                          |

|  | Actinopolysporales |
|  |                    |
|  | Pseudonocardiales  |
|  |                    |

|  | Bifidobacteriales |
|  |                   |
|  | Actinomycetales   |
|  |                   |

|  | Kineosporiales |
|  |                |
|  | Micrococcales  |
|  |                |

|  | Bifidobacteriales |
|  |                   |
|  | Actinomycetales   |
|  |                   |

|  | Kineosporiales |
|  |                |
|  | Micrococcales  |
|  |                |

|  | Acidothermales |
|  |                |
|  | Sporichthyales |
|  |                |

|  | Catenulisporales |
|  |                  |
|  | Streptomycetales |
|  |                  |

|  | Acidothermales |
|  |                |
|  | Sporichthyales |
|  |                |

|  | Catenulisporales |
|  |                  |
|  | Streptomycetales |
|  |                  |

|  | Acidothermales |
|  |                |
|  | Sporichthyales |
|  |                |

|  | Catenulisporales |
|  |                  |
|  | Streptomycetales |
|  |                  |

|  | Acidothermales |
|  |                |
|  | Sporichthyales |
|  |                |

|  | Catenulisporales |
|  |                  |
|  | Streptomycetales |
|  |                  |

|  | Jiangellales        |
|  |                     |
|  | Propionibacteriales |
|  |                     |

|  | Acidothermales |
|  |                |
|  | Sporichthyales |
|  |                |

|  | Catenulisporales |
|  |                  |
|  | Streptomycetales |
|  |                  |

|  | Acidothermales |
|  |                |
|  | Sporichthyales |
|  |                |

|  | Catenulisporales |
|  |                  |
|  | Streptomycetales |
|  |                  |

|  | Acidothermales |
|  |                |
|  | Sporichthyales |
|  |                |

|  | Catenulisporales |
|  |                  |
|  | Streptomycetales |
|  |                  |

|  | Acidothermales |
|  |                |
|  | Sporichthyales |
|  |                |

|  | Catenulisporales |
|  |                  |
|  | Streptomycetales |
|  |                  |

|  | Jiangellales        |
|  |                     |
|  | Propionibacteriales |
|  |                     |

|  | Acidothermales |
|  |                |
|  | Sporichthyales |
|  |                |

|  | Catenulisporales |
|  |                  |
|  | Streptomycetales |
|  |                  |

|  | Acidothermales |
|  |                |
|  | Sporichthyales |
|  |                |

|  | Catenulisporales |
|  |                  |
|  | Streptomycetales |
|  |                  |

|  | Acidothermales |
|  |                |
|  | Sporichthyales |
|  |                |

|  | Catenulisporales |
|  |                  |
|  | Streptomycetales |
|  |                  |

|  | Acidothermales |
|  |                |
|  | Sporichthyales |
|  |                |

|  | Catenulisporales |
|  |                  |
|  | Streptomycetales |
|  |                  |

|  | Jiangellales        |
|  |                     |
|  | Propionibacteriales |
|  |                     |

|  | Acidothermales |
|  |                |
|  | Sporichthyales |
|  |                |

|  | Catenulisporales |
|  |                  |
|  | Streptomycetales |
|  |                  |

|  | Acidothermales |
|  |                |
|  | Sporichthyales |
|  |                |

|  | Catenulisporales |
|  |                  |
|  | Streptomycetales |
|  |                  |

|  | Acidothermales |
|  |                |
|  | Sporichthyales |
|  |                |

|  | Catenulisporales |
|  |                  |
|  | Streptomycetales |
|  |                  |

|  | Acidothermales |
|  |                |
|  | Sporichthyales |
|  |                |

|  | Catenulisporales |
|  |                  |
|  | Streptomycetales |
|  |                  |

|  | Jiangellales        |
|  |                     |
|  | Propionibacteriales |
|  |                     |

|  | Cryptosporangiales                                                   |
|  |                                                                      |
|  | \| \| Glycomycetales \| \| \| \| \| \| Micromonosporales \| \| \| \| |
|  |                                                                      |
|  | Glycomycetales                                                       |
|  |                                                                      |
|  | Micromonosporales                                                    |
|  |                                                                      |

|  | Glycomycetales    |
|  |                   |
|  | Micromonosporales |
|  |                   |

|  | Jatrophihabitantales |
|  |                      |
|  | Geodermatophilales   |
|  |                      |

|  | Mycobacteriales                                                          |
|  |                                                                          |
|  | \| \| Actinopolysporales \| \| \| \| \| \| Pseudonocardiales \| \| \| \| |
|  |                                                                          |
|  | Actinopolysporales                                                       |
|  |                                                                          |
|  | Pseudonocardiales                                                        |
|  |                                                                          |

|  | Actinopolysporales |
|  |                    |
|  | Pseudonocardiales  |
|  |                    |

|  | Mycobacteriales                                                          |
|  |                                                                          |
|  | \| \| Actinopolysporales \| \| \| \| \| \| Pseudonocardiales \| \| \| \| |
|  |                                                                          |
|  | Actinopolysporales                                                       |
|  |                                                                          |
|  | Pseudonocardiales                                                        |
|  |                                                                          |

|  | Actinopolysporales |
|  |                    |
|  | Pseudonocardiales  |
|  |                    |

|  | Jatrophihabitantales |
|  |                      |
|  | Geodermatophilales   |
|  |                      |

|  | Mycobacteriales                                                          |
|  |                                                                          |
|  | \| \| Actinopolysporales \| \| \| \| \| \| Pseudonocardiales \| \| \| \| |
|  |                                                                          |
|  | Actinopolysporales                                                       |
|  |                                                                          |
|  | Pseudonocardiales                                                        |
|  |                                                                          |

|  | Actinopolysporales |
|  |                    |
|  | Pseudonocardiales  |
|  |                    |

|  | Mycobacteriales                                                          |
|  |                                                                          |
|  | \| \| Actinopolysporales \| \| \| \| \| \| Pseudonocardiales \| \| \| \| |
|  |                                                                          |
|  | Actinopolysporales                                                       |
|  |                                                                          |
|  | Pseudonocardiales                                                        |
|  |                                                                          |

|  | Actinopolysporales |
|  |                    |
|  | Pseudonocardiales  |
|  |                    |

|  | Cryptosporangiales                                                   |
|  |                                                                      |
|  | \| \| Glycomycetales \| \| \| \| \| \| Micromonosporales \| \| \| \| |
|  |                                                                      |
|  | Glycomycetales                                                       |
|  |                                                                      |
|  | Micromonosporales                                                    |
|  |                                                                      |

|  | Glycomycetales    |
|  |                   |
|  | Micromonosporales |
|  |                   |

|  | Jatrophihabitantales |
|  |                      |
|  | Geodermatophilales   |
|  |                      |

|  | Mycobacteriales                                                          |
|  |                                                                          |
|  | \| \| Actinopolysporales \| \| \| \| \| \| Pseudonocardiales \| \| \| \| |
|  |                                                                          |
|  | Actinopolysporales                                                       |
|  |                                                                          |
|  | Pseudonocardiales                                                        |
|  |                                                                          |

|  | Actinopolysporales |
|  |                    |
|  | Pseudonocardiales  |
|  |                    |

|  | Mycobacteriales                                                          |
|  |                                                                          |
|  | \| \| Actinopolysporales \| \| \| \| \| \| Pseudonocardiales \| \| \| \| |
|  |                                                                          |
|  | Actinopolysporales                                                       |
|  |                                                                          |
|  | Pseudonocardiales                                                        |
|  |                                                                          |

|  | Actinopolysporales |
|  |                    |
|  | Pseudonocardiales  |
|  |                    |

|  | Jatrophihabitantales |
|  |                      |
|  | Geodermatophilales   |
|  |                      |

|  | Mycobacteriales                                                          |
|  |                                                                          |
|  | \| \| Actinopolysporales \| \| \| \| \| \| Pseudonocardiales \| \| \| \| |
|  |                                                                          |
|  | Actinopolysporales                                                       |
|  |                                                                          |
|  | Pseudonocardiales                                                        |
|  |                                                                          |

|  | Actinopolysporales |
|  |                    |
|  | Pseudonocardiales  |
|  |                    |

|  | Mycobacteriales                                                          |
|  |                                                                          |
|  | \| \| Actinopolysporales \| \| \| \| \| \| Pseudonocardiales \| \| \| \| |
|  |                                                                          |
|  | Actinopolysporales                                                       |
|  |                                                                          |
|  | Pseudonocardiales                                                        |
|  |                                                                          |

|  | Actinopolysporales |
|  |                    |
|  | Pseudonocardiales  |
|  |                    |

|  | Acidothermales |
|  |                |
|  | Sporichthyales |
|  |                |

|  | Catenulisporales |
|  |                  |
|  | Streptomycetales |
|  |                  |

|  | Acidothermales |
|  |                |
|  | Sporichthyales |
|  |                |

|  | Catenulisporales |
|  |                  |
|  | Streptomycetales |
|  |                  |

|  | Acidothermales |
|  |                |
|  | Sporichthyales |
|  |                |

|  | Catenulisporales |
|  |                  |
|  | Streptomycetales |
|  |                  |

|  | Acidothermales |
|  |                |
|  | Sporichthyales |
|  |                |

|  | Catenulisporales |
|  |                  |
|  | Streptomycetales |
|  |                  |

|  | Jiangellales        |
|  |                     |
|  | Propionibacteriales |
|  |                     |

|  | Acidothermales |
|  |                |
|  | Sporichthyales |
|  |                |

|  | Catenulisporales |
|  |                  |
|  | Streptomycetales |
|  |                  |

|  | Acidothermales |
|  |                |
|  | Sporichthyales |
|  |                |

|  | Catenulisporales |
|  |                  |
|  | Streptomycetales |
|  |                  |

|  | Acidothermales |
|  |                |
|  | Sporichthyales |
|  |                |

|  | Catenulisporales |
|  |                  |
|  | Streptomycetales |
|  |                  |

|  | Acidothermales |
|  |                |
|  | Sporichthyales |
|  |                |

|  | Catenulisporales |
|  |                  |
|  | Streptomycetales |
|  |                  |

|  | Jiangellales        |
|  |                     |
|  | Propionibacteriales |
|  |                     |

|  | Acidothermales |
|  |                |
|  | Sporichthyales |
|  |                |

|  | Catenulisporales |
|  |                  |
|  | Streptomycetales |
|  |                  |

|  | Acidothermales |
|  |                |
|  | Sporichthyales |
|  |                |

|  | Catenulisporales |
|  |                  |
|  | Streptomycetales |
|  |                  |

|  | Acidothermales |
|  |                |
|  | Sporichthyales |
|  |                |

|  | Catenulisporales |
|  |                  |
|  | Streptomycetales |
|  |                  |

|  | Acidothermales |
|  |                |
|  | Sporichthyales |
|  |                |

|  | Catenulisporales |
|  |                  |
|  | Streptomycetales |
|  |                  |

|  | Jiangellales        |
|  |                     |
|  | Propionibacteriales |
|  |                     |

|  | Acidothermales |
|  |                |
|  | Sporichthyales |
|  |                |

|  | Catenulisporales |
|  |                  |
|  | Streptomycetales |
|  |                  |

|  | Acidothermales |
|  |                |
|  | Sporichthyales |
|  |                |

|  | Catenulisporales |
|  |                  |
|  | Streptomycetales |
|  |                  |

|  | Acidothermales |
|  |                |
|  | Sporichthyales |
|  |                |

|  | Catenulisporales |
|  |                  |
|  | Streptomycetales |
|  |                  |

|  | Acidothermales |
|  |                |
|  | Sporichthyales |
|  |                |

|  | Catenulisporales |
|  |                  |
|  | Streptomycetales |
|  |                  |

|  | Jiangellales        |
|  |                     |
|  | Propionibacteriales |
|  |                     |

|  | Cryptosporangiales                                                   |
|  |                                                                      |
|  | \| \| Glycomycetales \| \| \| \| \| \| Micromonosporales \| \| \| \| |
|  |                                                                      |
|  | Glycomycetales                                                       |
|  |                                                                      |
|  | Micromonosporales                                                    |
|  |                                                                      |

|  | Glycomycetales    |
|  |                   |
|  | Micromonosporales |
|  |                   |

|  | Jatrophihabitantales |
|  |                      |
|  | Geodermatophilales   |
|  |                      |

|  | Mycobacteriales                                                          |
|  |                                                                          |
|  | \| \| Actinopolysporales \| \| \| \| \| \| Pseudonocardiales \| \| \| \| |
|  |                                                                          |
|  | Actinopolysporales                                                       |
|  |                                                                          |
|  | Pseudonocardiales                                                        |
|  |                                                                          |

|  | Actinopolysporales |
|  |                    |
|  | Pseudonocardiales  |
|  |                    |

|  | Mycobacteriales                                                          |
|  |                                                                          |
|  | \| \| Actinopolysporales \| \| \| \| \| \| Pseudonocardiales \| \| \| \| |
|  |                                                                          |
|  | Actinopolysporales                                                       |
|  |                                                                          |
|  | Pseudonocardiales                                                        |
|  |                                                                          |

|  | Actinopolysporales |
|  |                    |
|  | Pseudonocardiales  |
|  |                    |

|  | Jatrophihabitantales |
|  |                      |
|  | Geodermatophilales   |
|  |                      |

|  | Mycobacteriales                                                          |
|  |                                                                          |
|  | \| \| Actinopolysporales \| \| \| \| \| \| Pseudonocardiales \| \| \| \| |
|  |                                                                          |
|  | Actinopolysporales                                                       |
|  |                                                                          |
|  | Pseudonocardiales                                                        |
|  |                                                                          |

|  | Actinopolysporales |
|  |                    |
|  | Pseudonocardiales  |
|  |                    |

|  | Mycobacteriales                                                          |
|  |                                                                          |
|  | \| \| Actinopolysporales \| \| \| \| \| \| Pseudonocardiales \| \| \| \| |
|  |                                                                          |
|  | Actinopolysporales                                                       |
|  |                                                                          |
|  | Pseudonocardiales                                                        |
|  |                                                                          |

|  | Actinopolysporales |
|  |                    |
|  | Pseudonocardiales  |
|  |                    |

|  | Cryptosporangiales                                                   |
|  |                                                                      |
|  | \| \| Glycomycetales \| \| \| \| \| \| Micromonosporales \| \| \| \| |
|  |                                                                      |
|  | Glycomycetales                                                       |
|  |                                                                      |
|  | Micromonosporales                                                    |
|  |                                                                      |

|  | Glycomycetales    |
|  |                   |
|  | Micromonosporales |
|  |                   |

|  | Jatrophihabitantales |
|  |                      |
|  | Geodermatophilales   |
|  |                      |

|  | Mycobacteriales                                                          |
|  |                                                                          |
|  | \| \| Actinopolysporales \| \| \| \| \| \| Pseudonocardiales \| \| \| \| |
|  |                                                                          |
|  | Actinopolysporales                                                       |
|  |                                                                          |
|  | Pseudonocardiales                                                        |
|  |                                                                          |

|  | Actinopolysporales |
|  |                    |
|  | Pseudonocardiales  |
|  |                    |

|  | Mycobacteriales                                                          |
|  |                                                                          |
|  | \| \| Actinopolysporales \| \| \| \| \| \| Pseudonocardiales \| \| \| \| |
|  |                                                                          |
|  | Actinopolysporales                                                       |
|  |                                                                          |
|  | Pseudonocardiales                                                        |
|  |                                                                          |

|  | Actinopolysporales |
|  |                    |
|  | Pseudonocardiales  |
|  |                    |

|  | Jatrophihabitantales |
|  |                      |
|  | Geodermatophilales   |
|  |                      |

|  | Mycobacteriales                                                          |
|  |                                                                          |
|  | \| \| Actinopolysporales \| \| \| \| \| \| Pseudonocardiales \| \| \| \| |
|  |                                                                          |
|  | Actinopolysporales                                                       |
|  |                                                                          |
|  | Pseudonocardiales                                                        |
|  |                                                                          |

|  | Actinopolysporales |
|  |                    |
|  | Pseudonocardiales  |
|  |                    |

|  | Mycobacteriales                                                          |
|  |                                                                          |
|  | \| \| Actinopolysporales \| \| \| \| \| \| Pseudonocardiales \| \| \| \| |
|  |                                                                          |
|  | Actinopolysporales                                                       |
|  |                                                                          |
|  | Pseudonocardiales                                                        |
|  |                                                                          |

|  | Actinopolysporales |
|  |                    |
|  | Pseudonocardiales  |
|  |                    |

|  | Bifidobacteriales |
|  |                   |
|  | Actinomycetales   |
|  |                   |

|  | Kineosporiales |
|  |                |
|  | Micrococcales  |
|  |                |

|  | Bifidobacteriales |
|  |                   |
|  | Actinomycetales   |
|  |                   |

|  | Kineosporiales |
|  |                |
|  | Micrococcales  |
|  |                |